# Subdivisões de Cuba
Cuba está dividida em quinze províncias com 169 municípios, além de um município especial (a Isla de la Juventud).
| Ilha de Cuba | |
| 1. Pinar del Río - Capital: Pinar del Río 2. Artemisa - Capital: Artemisa 3. Cidade de Havana - Capital: Havana 4. Mayabeque - Capital: San José de las Lajas 5. Matanzas - Capital: Matanzas 6. Cienfuegos - Capital: Cienfuegos 7. Villa Clara - Capital: Santa Clara 8. Sancti Spíritus - Capital: Sancti Spíritus | 1. Ciego de Ávila - Capital: Ciego de Ávila 2. Camagüey - Capital: Camagüey 3. Las Tunas - Capital: Victoria de Las Tunas 4. Granma - Capital: Bayamo 5. Holguín - Capital: Holguín 6. Santiago de Cuba - Capital: Santiago de Cuba 7. Guantánamo - Capital: Guantánamo 8. Isla de la Juventud (Ilha da Juventude) - Capital: Nueva Gerona |

## História

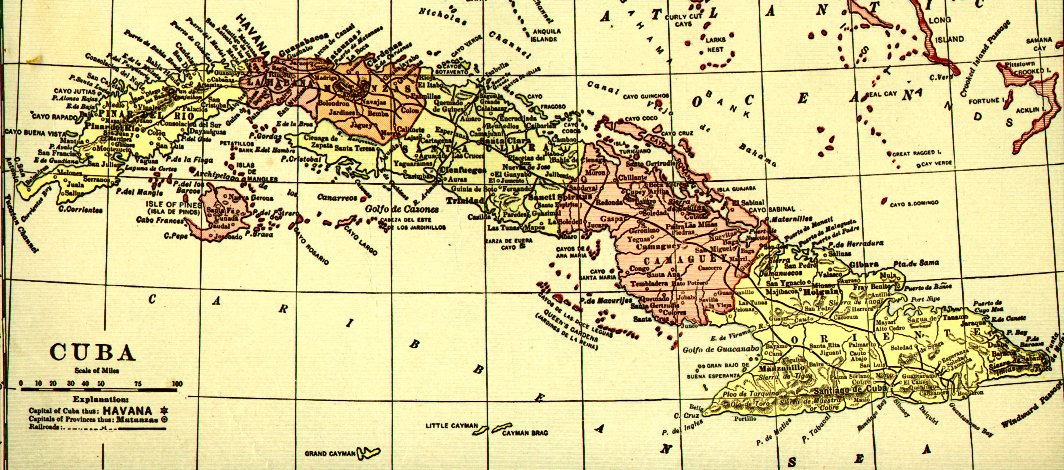
As 6 antigas províncias de Cuba

Até 5 de junho de 1976, Cuba estava organizada em seis províncias:
| Nome          | Área (km²) | Capital          | Dividida nas atuais províncias de                                          |
| ------------- | ---------- | ---------------- | -------------------------------------------------------------------------- |
| Camagüey      | 20.623     | Camagüey         | Ciego de Ávila, parte de Las Tunas e Sancti Spíritus                       |
| La Habana     | 8.252      | Havana           | Ciudad de La Habana, Isla de la Juventud e a maior parte de La Habana      |
| Las Villas    | 18.837     | Santa Clara      | Cienfuegos, Cienfuegos, maior parte de Sancti Spíritus e parte de matanzas |
| Matanzas      | 12.033     | Matanzas         | a maior parte de Matanzas                                                  |
| Oriente       | 36.601     | Santiago de Cuba | Granma, Guantánamo, Holguín, Santiago de Cuba e a maior parte de Las Tunas |
| Pinar del Río | 10.859     | Pinar del Río    | Pinar del Río e parte de La Habana                                         |
| Total         | 107.205    |                  |                                                                            |